# Louis Ricardou
Louis Ricardou (Lespignan, 18 juin 1910 - mort à Perrières le 5 août 1944) est un militaire français, Compagnon de la Libération.

## Biographie
Fils de cantonnier, pupille de la Nation, Louis Ricardou s'engage à 18 ans dans l'armée avant de la quitter en 1938. L'année suivante, il s'engage dans la Légion étrangère et se bat en Norvège puis en Érythrée.
En Norvège, lors de la bataille de Narvik, il se distingue. Décoré de la croix norvégienne avec épée : « ledsaget sin pelotonchef under håndgranatangrep på et fiendtlig motstandsrede og fremkalte derved at den siste motstand på cote 220 falt sammen, hvilke hadde vært lenge forsvart med forbitrelse (accompagnant son chef de peloton lors d'une attaque à la grenade contre un nid de résistants ennemi et provoquant ainsi l'effondrement de la dernière résistance de la cote 220, longtemps défendue avec tenacité.) ».
Au Levant, il est blessé à la cuisse droite le 21 juin 1941 et amputé, il rejoint les Forces Aériennes Françaises Libres (FAFL) en juin 1942.
Affecté au Groupe Lorraine, il multiplie les missions de guerre en tant que mitrailleur entre avril et juillet 1944. Dans la nuit du 4 au 5 août 1944, lors de sa 50e mission, son avion, touché par la DCA ennemie atterrit en catastrophe. Louis Ricardou périt dans l'accident,.
D'abord enterré dans les bois des Monts d’Eraines, puis à Perrières (Calvados).

## Unités
Louis Ricardou a servi dans les unités suivantes :
- 363e régiment d'artillerie
- 119e régiment d'artillerie lourde
- 64e régiment d'artillerie d'Afrique
- 30e régiment d'artillerie
- 13e demi-brigade de Légion étrangère
- Groupe de bombardement Lorraine

## Décorations
- Compagnon de la Libération - décret du 23 juin 1941 [1]
- Médaille militaire[1]
- Croix de guerre 1939–1945 (6 citations)[1]
- Médaille de la Résistance française[1]
- Médaille coloniale avec agrafe "Erythrée"[1]
- Médaille des blessés[1]
- Médaille du Levant (Médaille commémorative de Syrie et Cilicie )[1],[8]
- Croix de guerre norvégienne (Krigskorset )[1],[2],[8]

## Reconnaissance
- Le sergent-chef Louis Ricardou est choisi comme parrain de la 304e promotion de l'ENSOA[9].
- Une place porte son nom à Lespignan[10].
- Uns stèle a été érigée en mémoire des aviateurs abattus qui porte l'inscription : « À nous le souvenir - À eux l'immortalité - Nuit du 4 au 5 août 1944 - 4 aviateurs français - Hubert CORNEMENT observateur - François DUMONT radio - Compagnon de la Libération - Pierre PIERRE pilote - Louis RICARDOU mitrailleur - Compagnon de Libération - Furent abattus sur les monts d'Éraines - Dans leur avion Boston - Du groupe Lorraine - Pour notre liberté - Passant souviens toi »[11].